# Folkestorps bränneri
Folkestorps bränneri är ett byggnadsminnesförklarat bränneri och tillika arbetslivsmuseum på gården Folkestorp utanför Olseröd cirka 3 mil söder om Kristianstad. Bränneriet är det enda i sin helhet bevarade i Skåne, där maskineri och inventarier finns kvar, som kan visa hela tillverkningsprocessen.

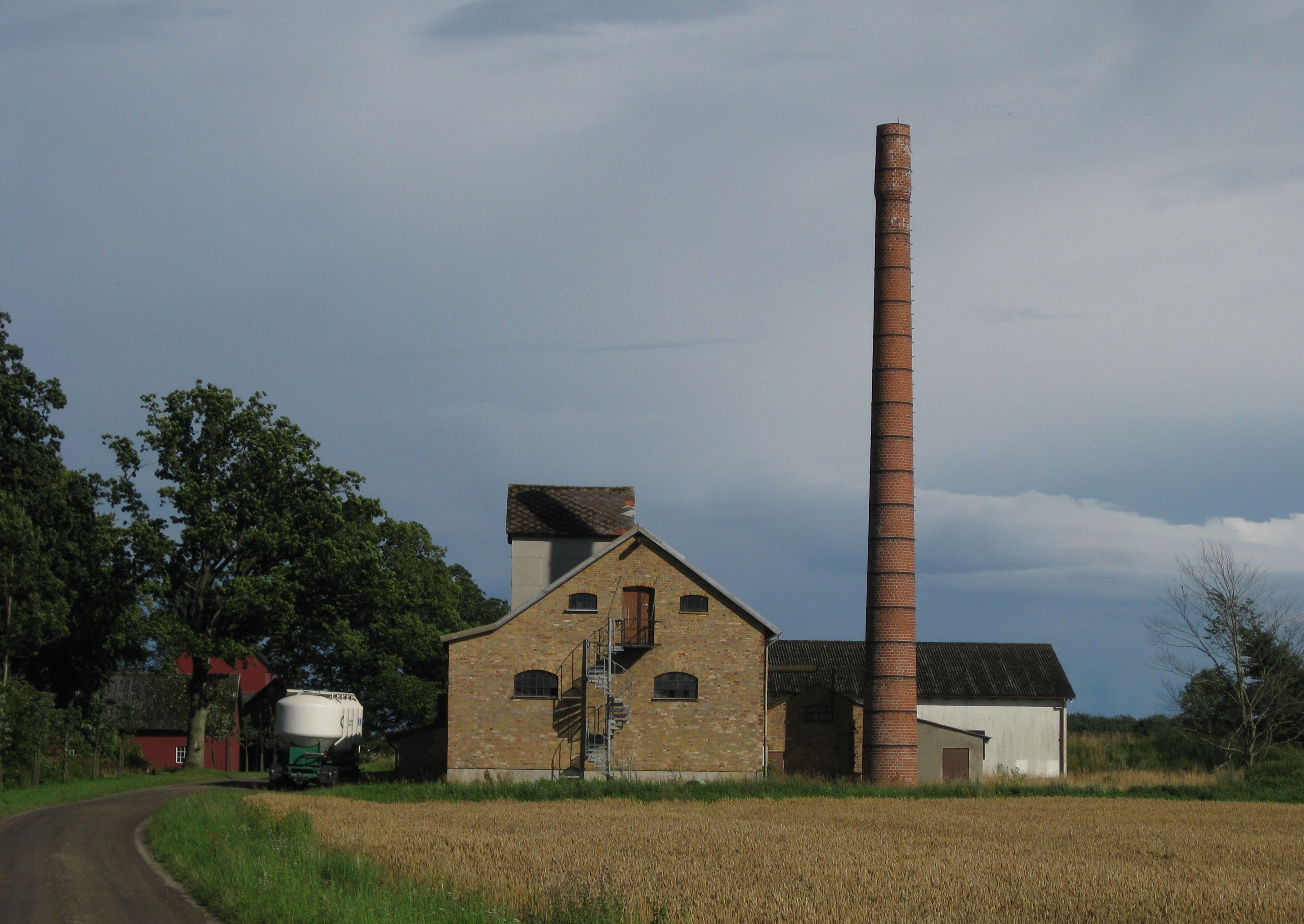
Folkestorps bränneri, Olseröd

## Historik
Vid mitten av 1800-talet fanns det cirka 670 brännerier i landet varav 199 låg i Skåne, vilka minskat till ett 100-tal gårds- och andelsbrännerier vid sekelskiftet. I Olseröd hade bönderna 1884 startat ett andelsbränneri och arrendatorn på Folkestorp, Richard Weibull, såg sedan möjligheterna med ett eget ångbränneri i industriellt format, då transportmöjligheterna förbättrats med nyanlagd järnväg och station i byn. Han satsade på en anläggning på gården, som togs i bruk 1909. Både gård och bränneri köptes 1917 av lantbrukaren Per Nilsson, som redan hade ett bränneri på sin egen gård i grannorten Maglehem. Maglehemsbränneriet avvecklades 1939 och produktionen utökades på Folkestorp. I samband med detta gjordes tillbyggnader inklusive ny skorsten. 1959 slogs bränneriet samman med det mindre Olseröds andelsbränneri och bildade Folkestorps andelsbränneri. I och med sammanslagningarna som skett fick bränneriet en relativt stor tilldelning av femtioprocentig sprit ("råsprit"), en mängd som bestämdes av myndigheterna. Folkestorp blev därmed ett av de största brännerierna.
En fortlöpande centralisering av sprittillverkningen i landet skedde med statlig styrning under decenniet därpå och den 27 april 1971 var sista arbetsdagen och anläggningen i Folkestorp stängdes.

## Byggnader
Huvudbyggnaden togs i bruk 1909 och byggnadsmaterialet i de äldsta delarna är tegel, medan kontorsdel och potatisintag från 1950-talet är av betong, vilka tillsammans speglar industribebyggelsens utveckling under 1900-talets först hälft. En drankbassäng fanns utomhus, liksom en särskild betongförstärkt färskvattendam för de stora mängder processvatten som erfordrades. Bland särskilda utrymmen fanns i huvudbyggnaden ett sprithållarrum med en stor sluten tank, där den färdiga spriten förvarades. Rummet var alltid låst förutom när tankbilen kom för att hämta sprit för transport till Åhus, en process som övervakades av en särskild kontrollör.

## Inventarier
Folkestorps bränneri är det enda bevarade bränneriet i Skåne, där maskiner och inredning finns kvar, som kan visa hela tillverkningsprocessen och därför är det även arbetslivsmuseum

## Arbetsstyrka
Arbetet var säsongbundet från september till senvåren, en så kallad kampanj. Under sista åren fanns fyra personer i arbete: Brännmästaren arbetsledare. "Päretvättaren" arbetade i källaren och skulle se till att potatisen kom fram till tvätten. Maltgöraren fanns också i källaren medan kolonnskötaren (destillatören), även kallad "pannedrängen" fanns på bottenvåningen och övervakade bränningen och ångpannan. Kolonnskötaren var den ende som var knuten till gården medan de andra var småbrukare från trakten.

## Produktion
Under den sista kampanjen 1970-71 framställdes dagligen 4 500-5 000 liter råsprit, till vilket krävdes 25 500 liter potatis, som levererades från ett 30-tal odlare i trakten. Totalt producerades under kampanjen 604 000 liter sprit.
Dranken fördelades mellan de 18 andelsägarna för djurfoder fram till 1959, men därefter skedde även försäljning till icke andelsägare.

## Renoveringar
Anläggningen har renoverats i omgångar sedan nedläggningen och under åren 1983-87 återmonterades och kompletterades maskineriet. Åren 2005-06 gjordes en större insats i samband med att ägarna till Folkestorps gård skänkte bränneriet till Gärds härads hembygdsförening. Bränneriet fick skydd som byggnadsminne 2005.